# 吉野高善
吉野 高善（よしの こうぜん、1898年（明治31年）5月15日 - 1965年（昭和40年）11月4日）は、八重山民政府の政治家で、八重山民政府知事を務めた。沖縄県八重山郡竹富町小浜島出身。

## 経歴
明治31年生まれ。沖縄県立第二中学校を経て台北医学専門学校を卒業する。
その後、昭和2年（1927年）に帰島し、石垣島で医院を開業した。
沖縄戦後は、八重山自治会の副会長に選出され、続いて八重山支庁の衛生部長に就任する。その後、米軍によって八重山民政府の知事に任命される。
1950年の八重山群島知事選挙では、安里積千代候補に敗れた。